# Johann Conrad Wilhelm Petiscus
Johann Conrad Wilhelm Petiscus,  född 1763 i Berlin, död 1825, var en tysk musiklitteratör.
Petiscus var predikant vid reformerta kyrkan i Leipzig. Flera av hans uppsatser är införda i Leipziger allgemeine musikalische Zeitung (årgång 1807–1808). Han översatte till tyska språket Pariskonservatoriets violinskola samt redigerade och till en del omarbetade en ny upplaga av Leopold Mozarts violinskola.